# Johann Wilhelm Beyer
Johann Wilhelm Beyer (Gotha, 27 dicembre 1725 – Hietzing, 23 marzo 1796) è stato uno scultore e pittore tedesco.
Beyer dette un grande contributo nella progettazione dei giardini e delle statue del palazzo di Schönbrunn, considerato il suo capolavoro. Scolpì in totale 32 statue ispirate alla storia greca e romana con divinità o personaggi famosi dell'antichità. Le statue furono posizionate nell'area al centro del giardino chiamata Grande Parterre.